# 針鱗奈氏鱈
針鱗奈氏鱈，為輻鰭魚綱鱈形目鼠尾鱈科的其中一種，分布於印度洋安達曼海、孟加拉灣海域，屬深海底棲性魚類，深度可達455公尺，體長可達27公分，棲息在底層水域，生活習性不明。